# Friedländer Méír Hirsch
Friedländer Meir Hirsch, Friedländer Ármin, Meir Zvi (Bonyhád, 1790 és 1795 között – ?) bölcseleti doktor, rabbi.

## Élete
Szülővárosában volt előbb rabbihelyettes, majd Nagysurányi főrabbi volt a 19. század első felében. Kiváló talmudtudós volt, hátrahagyott döntvényeit unokája Brach Sámuel nagymagyari rabbi függesztette hozzá a Mahram Sik döntvénytár második kötetéhez. A hallei és lipcsei német keleti társaság tagja volt.

## Művei
- Die Rabbinen des modernen Judenthums. Vortrag. Grosswardein, 1862, két füzet
- Ueber R. Israel Nagarah wie über die spanischen Paitanim des Mittelalters. Ein Beitrag zur Literatur-Geschichte. Grosswardein, 1862
- Amalek. Predigt, gehalten zu Orosháza 1863. 28. Febr. Arad, 1863